# Обладунковий гарнітур

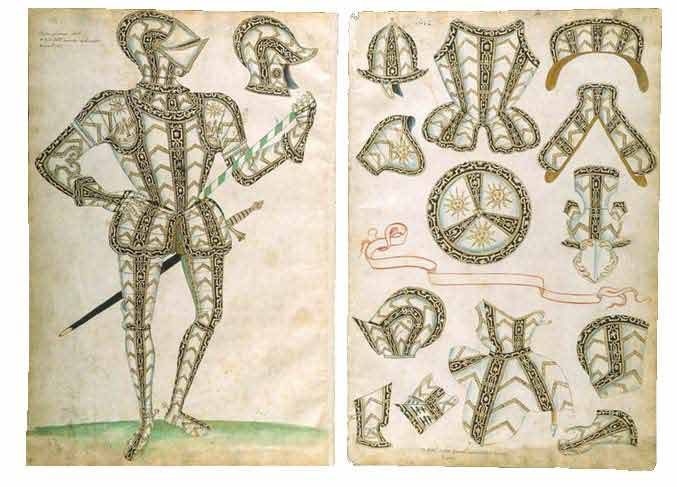
Обладунковий гарнітур кінця XVI століття: добре видно альтернативний шолом і додаткові частини обладунків

Обладунковий гарнітур (англ. Armour Harness) — комплект обладунків на одну людину в одному стилі, як правило, виготовлених одним майстром. Кращі обладункові гарнітури були своєрідним «конструктором» на всі випадки життя: для походу можна було одягнути шолом з відкритим обличчям і хорошим оглядом, а для турніру призначалися додаткові посилені деталі, які перетворювали обладунки з бойових в турнірні (наприклад, для кінного турніру - пригвинчуватися до грудей щит і товстий шолом; для пішого турніру - латна спідниця до колін і шолом з великою решіткою замість забрала, який спирається на плечі); для параду також могли бути додаткові знімні прикраси. 
У середовищі клубів історичної реконструкції зустрічається розширений термін комплект обладунків та зброї (КОЗ; іноді КЗО - комплект зброї і обладунків), що включає в себе також і набір зброї до обладунків. 